# Pětihosty
Pětihosty är en ort i Tjeckien.   Den ligger i regionen Mellersta Böhmen, i den centrala delen av landet, 30 km sydost om huvudstaden Prag. Pětihosty ligger 349 meter över havet och antalet invånare är 105.
Terrängen runt Pětihosty är huvudsakligen platt, men åt nordost är den kuperad. Runt Pětihosty är det ganska tätbefolkat, med 54 invånare per kvadratkilometer. Närmaste större samhälle är Benešov, 11,7 km söder om Pětihosty. I omgivningarna runt Pětihosty växer i huvudsak blandskog.